# Saison 1979-1980 de la LHOu
Saison précédente Saison suivante
La saison 1979-1980 est la 14e saison de hockey sur glace de la Ligue de hockey de l'Ouest. Les Pats de Regina remporte la Coupe du Président en battant en finale les Cougars de Victoria. 

## Classement
| Division Est             | PJ | V  | D  | N | Pts | BP  | BC  |
| ------------------------ | -- | -- | -- | - | --- | --- | --- |
| Pats de Regina           | 72 | 47 | 24 | 1 | 95  | 429 | 311 |
| Wranglers de Calgary     | 72 | 37 | 30 | 5 | 79  | 344 | 315 |
| Tigers de Medicine Hat   | 72 | 37 | 34 | 1 | 75  | 326 | 284 |
| Bighorns de Billings     | 72 | 33 | 37 | 2 | 68  | 319 | 343 |
| Wheat Kings de Brandon   | 72 | 28 | 39 | 5 | 61  | 329 | 349 |
| Broncos de Lethbridge    | 72 | 27 | 40 | 5 | 59  | 331 | 382 |
| Blades de Saskatoon      | 72 | 27 | 40 | 5 | 59  | 331 | 382 |
| Americans de Great Falls | 28 | 2  | 25 | 1 | 5   | 73  | 186 |

| Division Ouest            | PJ | V  | D  | N | Pts | BP  | BC  |
| ------------------------- | -- | -- | -- | - | --- | --- | --- |
| Winter Hawks de Portland  | 72 | 53 | 18 | 1 | 107 | 398 | 293 |
| Cougars de Victoria       | 72 | 51 | 21 | 0 | 102 | 349 | 226 |
| Breakers de Seattle       | 72 | 29 | 41 | 2 | 60  | 297 | 364 |
| Bruins de New Westminster | 72 | 10 | 61 | 1 | 21  | 244 | 443 |

## Meilleurs pointeurs
| Joueur            | Équipe     | PJ | B  | A  | Pts | Pun |
| ----------------- | ---------- | -- | -- | -- | --- | --- |
| Doug Wickenheiser | Regina     | 71 | 89 | 81 | 170 | 99  |
| Tim Tookey        | Portland   | 70 | 58 | 83 | 141 | 55  |
| Barry Pederson    | Victoria   | 72 | 52 | 88 | 140 | 50  |
| Kelly Kisio       | Calgary    | 71 | 65 | 73 | 138 | 64  |
| Jim Dobson        | Portland   | 72 | 66 | 68 | 134 | 179 |
| Ryan Flockhard    | Regina     | 65 | 54 | 76 | 130 | 63  |
| Gord Williams     | Lethbridge | 72 | 57 | 65 | 122 | 92  |
| Darren Veitch     | Regina     | 71 | 29 | 93 | 122 | 118 |
| Brian Varga       | Regina     | 70 | 39 | 79 | 118 | 97  |
| Doug Morrison     | Lethbridge | 68 | 58 | 59 | 117 | 188 |

## Honneurs et Trophée
- Trophée du Joueur le plus utile (MVP), remis au meilleur joueur : Doug Wickenheiser, Pats de Regina.
- Trophée Bob-Clarke, remis au meilleur pointeur : Doug Wickenheiser, Pats de Regina.
- Trophée du meilleur esprit sportif : Steve Tsujirua, Tigers de Medicine Hat.
- Trophée commémoratif Bill-Hunter, remis au meilleur défenseur : Dave Babych, Winter Hawks de Portland.
- Trophée Jim-Piggott, remis à la meilleure recrue : Grant Fuhr, Cougars de Victoria.
- Trophée Del-Wilson, remis au meilleur gardien : Kevin Eastman, Cougars de Victoria.
- Trophée Dunc-McCallum, remis au meilleur entraîneur : Doug Sauter, Wranglers de Calgary.
- Trophée Scotty-Munro, remis à la meilleure équipe de la saison régulière, Winter Hawks de Portland.